# Nieuw classicisme

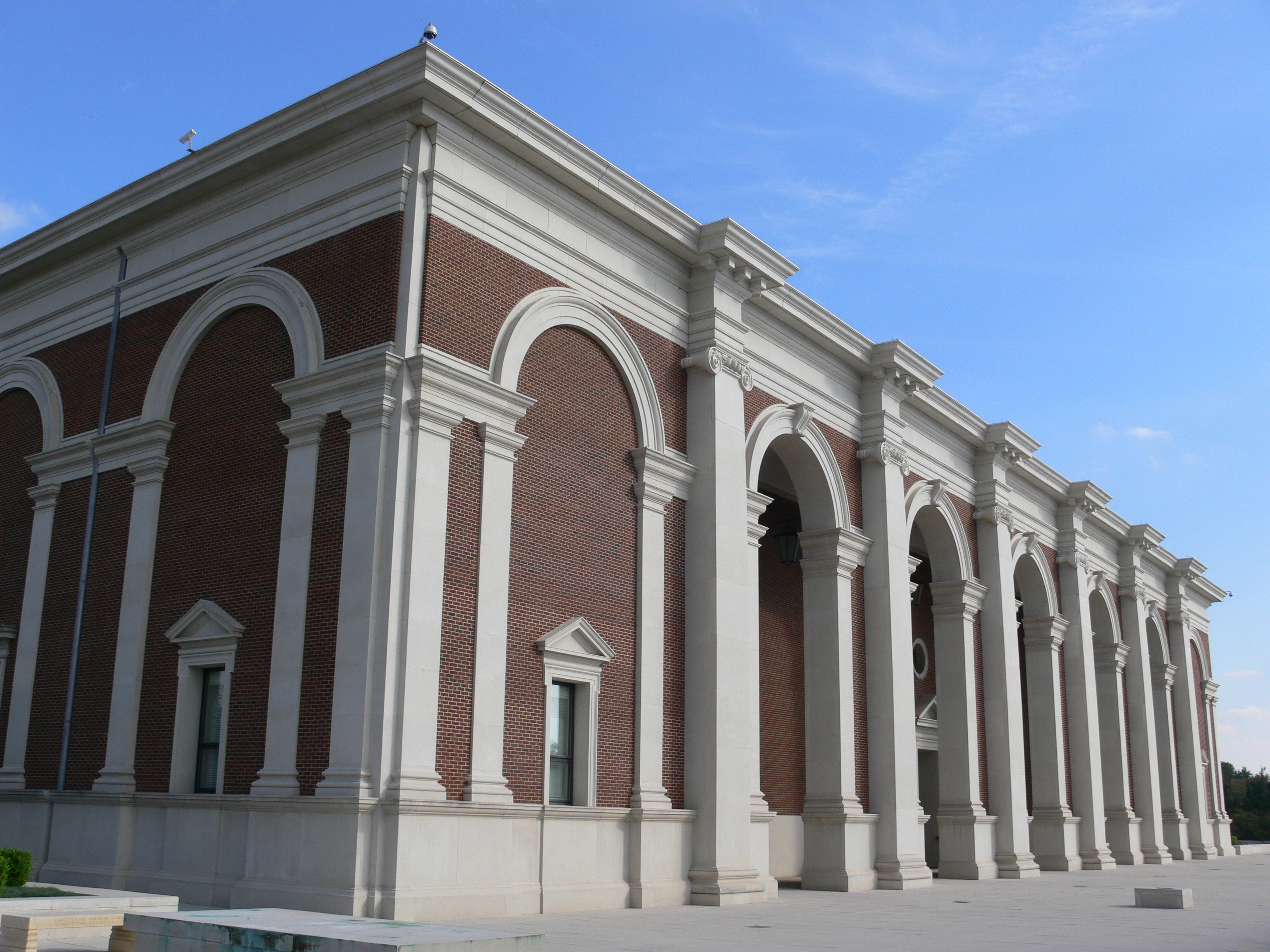
Het Meadows Museum in Dallas (Texas). Gemaakt in 2001 door HBRA Architects.

Nieuw classicisme (Engels: New Classical architecture of New Classicism) is een moderne stroming in de architectuurwereld die de praktijk van de klassieke Oud-Griekse en Romeinse architectuur voortzet. Het wordt vaak beschouwd als de moderne voortzetting van neoclassicistische architectuur, hoewel in de bredere definitie andere stijlen ook worden aangehaald, zoals gotiek, barok, renaissance of zelfs niet-westerse stijlen.
Het ontwerpen en de constructie van gebouwen in telkens weer veranderende klassieke stijlen is steeds aanwezig geweest in de twintigste- en eenentwintigste eeuw, zelfs toen modernistische en andere niet-klassieke theorieën en ideeën braken met de klassieke taal en gedachte van de architectuur. De nieuw-klassieke architectuur is ook verbonden met een golf van nieuwe traditionele architectuur, die is ontwikkeld volgens lokale bouwtradities en materialen.

## Ontwikkeling

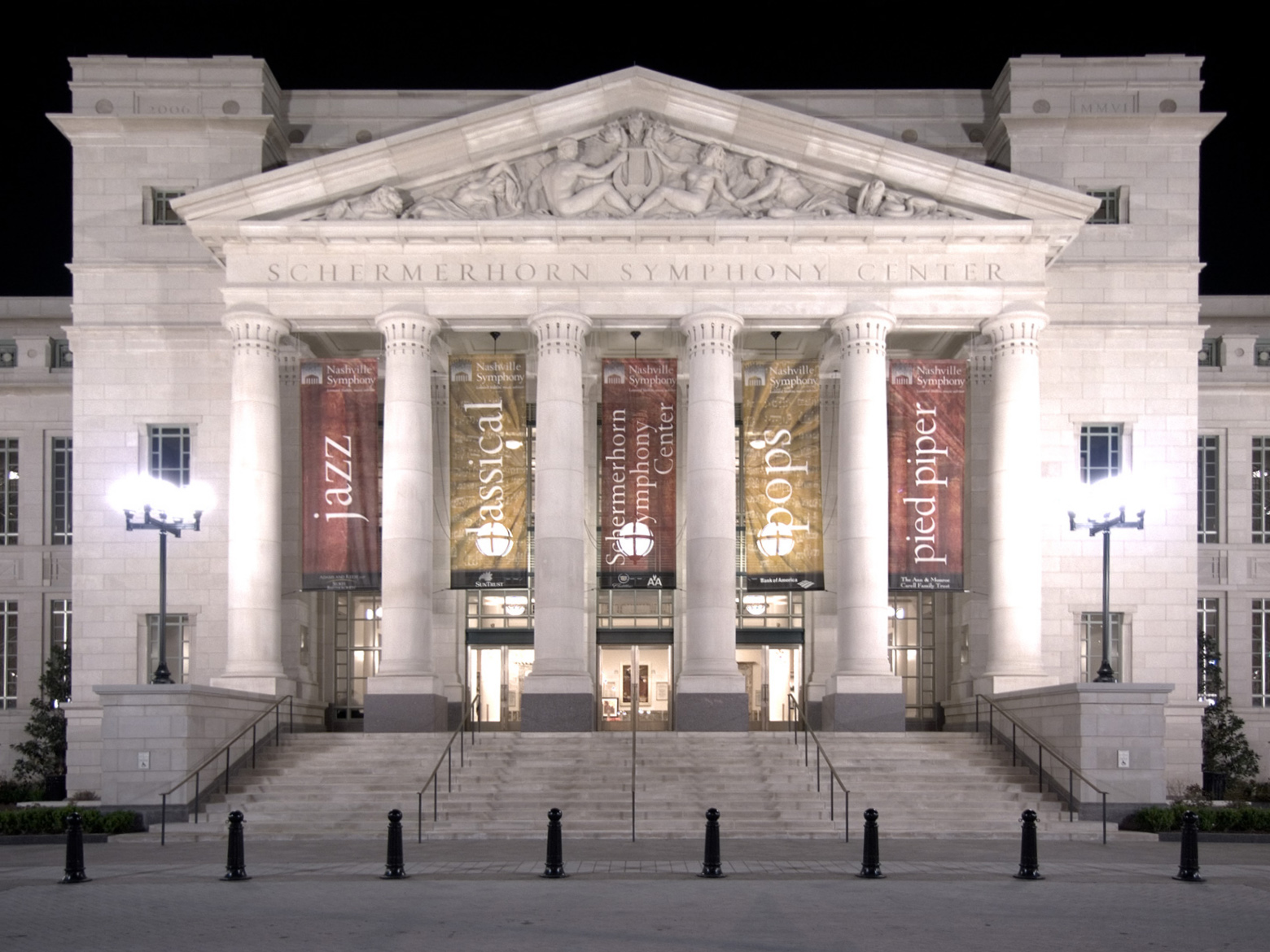
Schermerhorn Symphony Center in Nashville – geopend in 2006.

In Groot-Brittannië bleef architect Raymond Erith klassieke huizen ontwerpen tot het eind van de jaren zestig en het begin van de jaren zeventig. Quinlan Terry, een nieuw-klassiek architect, was een werknemer en later een partner en nu de opvolger van Raymond Erith. De Franse architect François Spoerry bleef ook klassieke ontwerpen maken vanaf de jaren zestig, wat later culmineerde in het ontstaan van de Europese Stedelijke Renaissance. Aan het eind van de jaren zeventig begonnen verschillende jonge architecten in Europa de modernistische voorstellen op het gebied van architectuur en planning uit te dagen. Om hun eigen plannen bekender te maken bij een breder publiek, richtten Léon Krier en Maurice Culot de Archives d'Architecture Moderne op in Brussel en begonnen ze teksten en tegenprojecten te publiceren tegen modernistische voorstellen in de architectuur en planning. Hun organisatie kreeg een steuntje in de rug toen Charles Windsor, Prins van Wales het project sponsorde, vooral met behulp van zijn stichting The Prince's Foundation for Building Community.

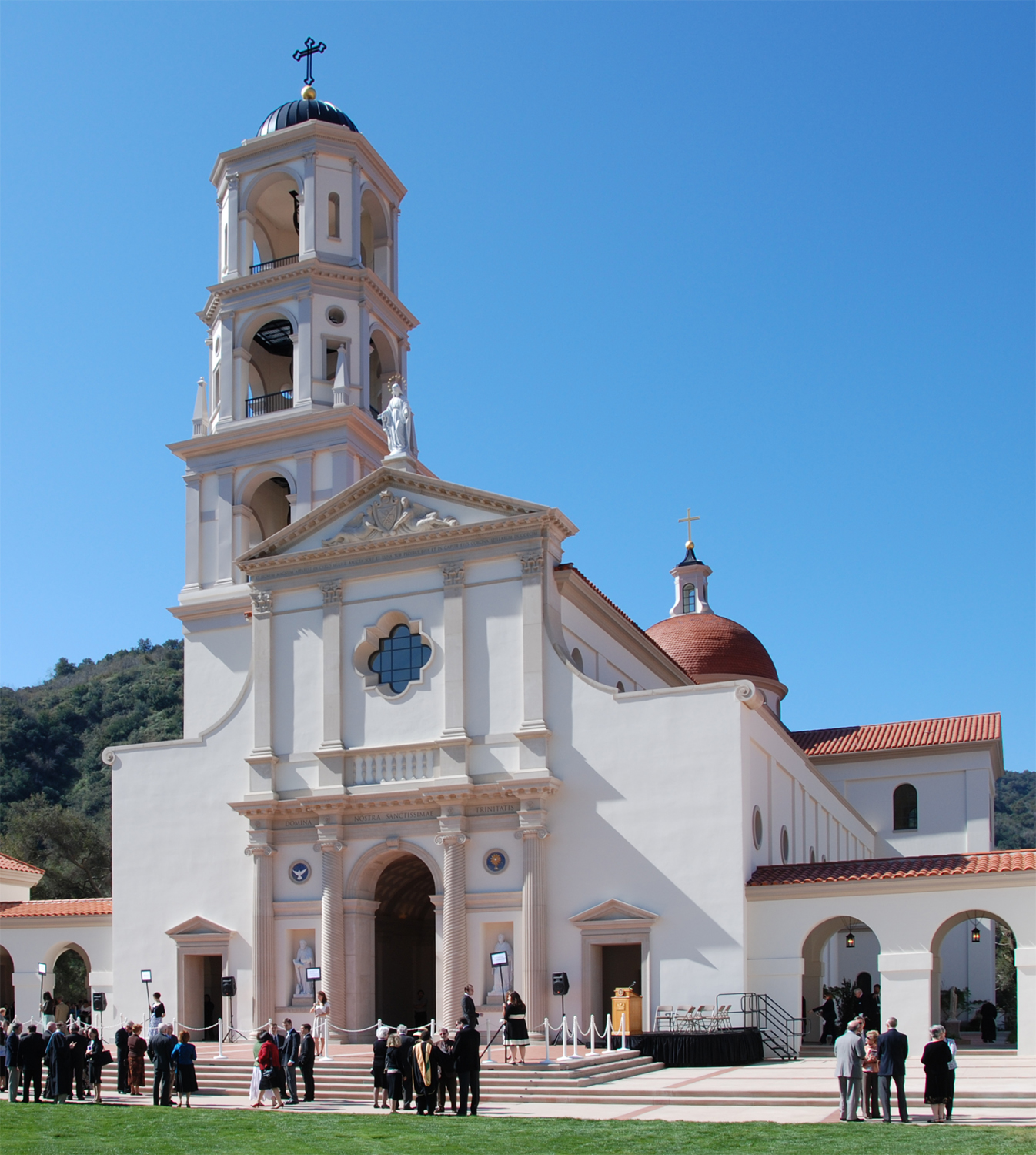
De kapel van het Thomas van Aquino College door Duncan Stroik (voltooid in 2009).

Gedurende deze jaren ontwikkelde de postmoderne architectuur een kritische kijk op de modernistische architecturale invalshoek en de daarbij behorende esthetiek. Onder deze critici bevonden zich een aantal invloedrijke postmodernistische architecten waaronder Charles Moore, Robert Venturi en Michael Graves, die klassieke elementen als ironische motieven gebruikten om de kilte en steriliteit van het modernisme te bekritiseren. Een breed aantal van meer dan vierentwintig architecten, theoretici en historici presenteerde ook alternatieven voor modernistische werken. Onder hen waren meerdere serieuze nieuw-klassieke architecten die het classicisme als een gerechtvaardigde manier van architecturale uiting zagen, van wie sommigen later winnaars van de Driehaus Architectuurprijs zouden worden. Hieronder vielen ook Thomas Beeby en Robert Stern, die zowel op de postmoderne als in de klassieke manier gebouwen ontwerpen. Sommige postmodernistische bedrijven, zoals Stern en Albert en Righter en Tittman, gingen volledig over van postmoderne ontwerpen naar nieuwe interpretaties en ontwerpen van traditionele architectuur. Thomas Gordon Smith, de winnaar van de Rome-prijs van 1979 van de American Academy in Rome, was een aanhanger van Charles Moore. In 1988 publiceerde Smith het boek "Classical Architecture - Rule and Invention" en in 1989 werd hij tot voorzitter benoemd van de University of Notre Dame op het Department of Architecture, nu de School of Architecture, die gespecialiseerd is in het onderwijzen van allerlei klassieke en traditionele bouwpraktijken. Tegenwoordig bestaan er andere programma's die deels nieuw-klassieke architectuur onderwijzen aan de Universiteit van Miami, Judson University, Andrews Universiteit en beginnend vanaf vanaf het jaar 2013 ook bij het Center for Advanced Research in Traditional Architecture aan de University of Colorado Denver.
Naast deze academische en wetenschappelijke ontwikkelingen is er zowel een populistische en professionele manifestatie van het nieuw classicisme ontstaan die zich constant blijft ontwikkelen. De sloop van het originele Pennsylvania Station in 1963 van architectenbureau McKim, Mead & White's in New York leidde tot de vorming van de traditionele kunstorganisatie Classical America en regionale afdelingen, onder leiding van Henry Hope Reed Jr. De organisatie pleitte voor de erkenning en waardering van klassiek geïnspireerde gebouwen en voor de beoefening van hedendaags klassieke en traditionele ontwerpen door architecten te leren de klassieke ordes te tekenen, wandeltochten, educatieve evenementen en conferenties te organiseren en het boek "The Classical America Series in Art and Architecture" te publiceren.
In 2002 fuseerde het toenmalige Institute of Classical Architecture met Classical America om het Institute of Classical Architecture & Classical America (nu het Institute of Classical Architecture and Art of Het Instituut voor Klassieke Architectuur en Kunst) te vormen. De ICAA ondersteunt momenteel, en wordt ondersteund, door regionale afdelingen in de Verenigde Staten. Deze afdelingen organiseren bijna allemaal prijsprogramma's die belangrijke prestaties op het gebied van nieuw-klassieke en traditionele ontwerpen en constructies in het algemeen, erkennen. De ICAA publiceert tevens het peer-reviewed tijdschrift The Classicist, dat exclusief is gewijd aan de theorie en praktijk van nieuw classicisme in de architectuur, stedenbouw en aanverwante kunsten. De ICAA biedt leerprogramma's aan architectuur- en ontwerpexperts, waarvan vele de methodologieën van de beeldende kunstopleiding van de École des Beaux-Arts volgen. De ICAA geeft ook cursussen om het grote publiek te onderwijzen en heeft programma's gecreëerd zoals het Beaux Arts Atelier, het Advanced Program in Residential Design voor het American Institute of Building Designers en vele andere unieke programma's.
De internationale identiteit van de nieuw-klassieke beweging werd in 2001 verder aangedreven door de oprichting van het International Network for Traditional Building, Architecture & Urbanism (INTBAU), een internationale organisatie die zich inspant voor de ondersteuning van het traditionele bouwen evenals het behoud van het lokale karakter. INTBAU omspant meer dan 40 landen met zijn lokale afdelingen. Dit netwerk werd opgericht onder het beschermheerschap van Prins Charles, zelf een belangrijk figuur in de nieuw-klassieke beweging.
In 2003 creëerde de Chicago-filantroop Richard H. Driehaus een architectuurprijs om uit te reiken aan een architect "wiens werk de principes van klassieke en traditionele architectuur en stedenbouw in de samenleving uitbeeldt en een positieve, langdurige invloed creëert." De Driehaus Architecture Prize, toegekend door de University of Notre Dame School of Architecture, wordt gezien als het alternatief voor de modernistische Pritzker Prize. De Driehaus-prijs wordt uitgereikt samen met de Henry Hope Reed Award, aan een persoon die buiten de praktijk van de architectuur werkt en de vorming van de traditionele stad, de bijbehorende architectuur en kunst heeft ondersteund door middel van schrijven, plannen of promoten. Andere spraakmakende klassieke architectuurprijzen zijn de Amerikaanse Palladio Award, de Iberische Rafael Manzano Prize, de Edmund N. Bacon Prize en de Rieger Graham Prize van het Institute of Classical Architecture and Art (ICAA) voor afgestudeerden in de studie van de architectuur.

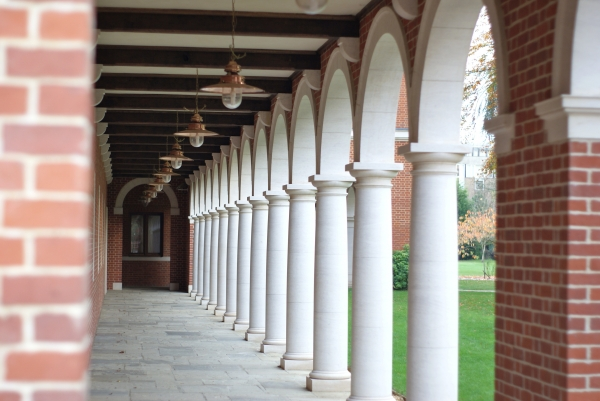
Ann's Court, Selwyn College, Cambridge (ontworpen door Porphyrios Associates).

Nieuw-klassieke architectuur is complementaire architectuur die gericht is op een modus operandi die het bewustzijn van duurzaamheid benadrukt. Het doel is om duurzame, goed geconstrueerde gebouwen van hoge kwaliteit te creëren, aangepast aan de context en met een efficiënt gebruik van natuurlijke hulpbronnen. Dit wordt bereikt door het economische domein te balanceren met een architectonisch landschap die de nadruk en verantwoordelijk legt op duurzaamheid in het ecologische domein.

## Onderwijsinstellingen
Hoewel modernistisch architectuuronderwijs nog steeds de basis vormt van de curricula in de meeste universiteiten over de hele wereld, richten sommige instellingen zich uitsluitend, voornamelijk of gedeeltelijk op het onderwijzen van de principes van de traditionele en klassieke architectuur, evenals de stedenbouw. Enkele voorbeelden hiervan zijn:
Brazilië
- Centro Universitário Euroamericano (UNIEURO), in Brasília.[30]

India
- Tirumala SV Instituut voor Traditionele Beeldhouwkunst en Architectuur (SVITSA), in Tirupati, Andhra Pradesh.

Italië
- Polytechnische Universiteit van Bari, in Bari. [31]

Nieuw-Zeeland
- UNITEC Instituut voor Technologie, in Auckland . [31]

Verenigd Koninkrijk
- National Design Academy, in Nottingham (interieurontwerp is erfgoed).
- The Prince's Foundation for Building Community, in Londen.
- The Prince's School of Traditional Arts, in Londen.
- Unit 6 van het Master of Architecture- programma van de Kingston School of Art [32], de enige postdoctorale eenheid in het Verenigd Koninkrijk die klassiek ontwerp onderwijst. Voorheen werd dit onderwezen in de bacheloropleiding.
- Universiteit van Portsmouth, in Portsmouth, School of Architecture.
- PRASADA - Praktijk, onderzoek en vooruitgang in Zuid-Aziatisch ontwerp en architectuur aan de Welsh School of Architecture, Cardiff University, in Cardiff, Wales.

Verenigde Staten
- Andrews-universiteit, in Berrien Springs (Michigan). [33]
- American College of the Building Arts. [34] en School of the Arts aan de Universiteit van Charleston, in Charleston (South Carolina).
- Het Center for Advanced Research in Traditional Architecture aan de Universiteit van Colorado, in Denver (Colorado).
- Universiteit van Miami, in Coral Gables (Florida). [35]
- Yale School of Architecture, in New Haven (Connecticut). [36]
- Grand Central Academy of Art, voorheen ondergebracht bij het Institute of Classical Architecture & Art (ICAA), in New York.
- Instituut voor Klassieke Architectuur & Kunst (ICAA), in New York.
- Universiteit van Notre Dame School of Architecture, in Notre Dame (Indiana).
- Utah Valley University, in Orem (Utah). [37]
- Beaux-Arts Academie, in Salt Lake City, Utah. [38]
- Academie voor Klassiek Design, in Southern Pines (North Carolina).

## Voorbeelden

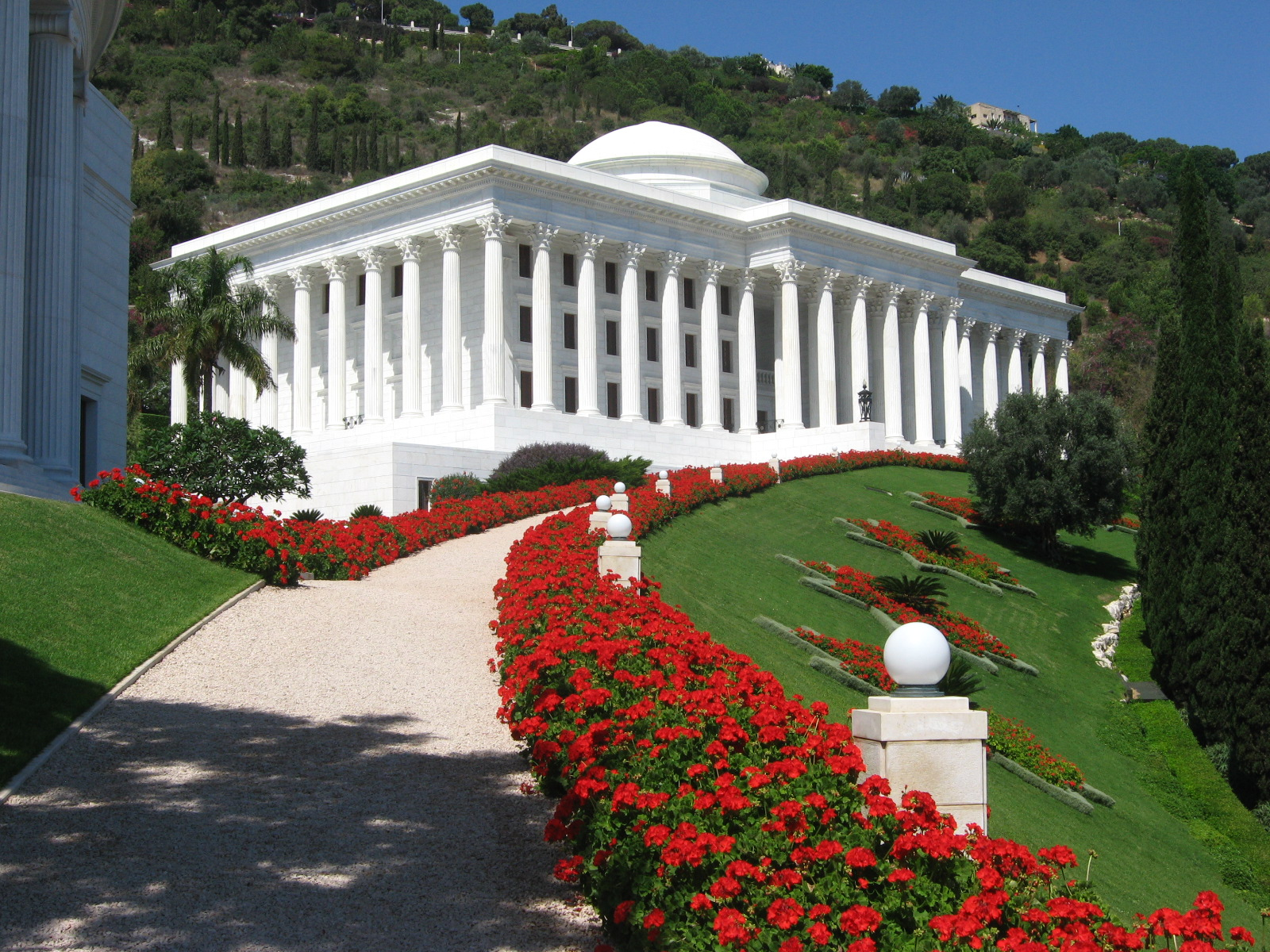
De zetel van het Universele Huis van Gerechtigheid op het Karmelgebergte in Haifa, Israël, 1983, door Hossein Amanat.
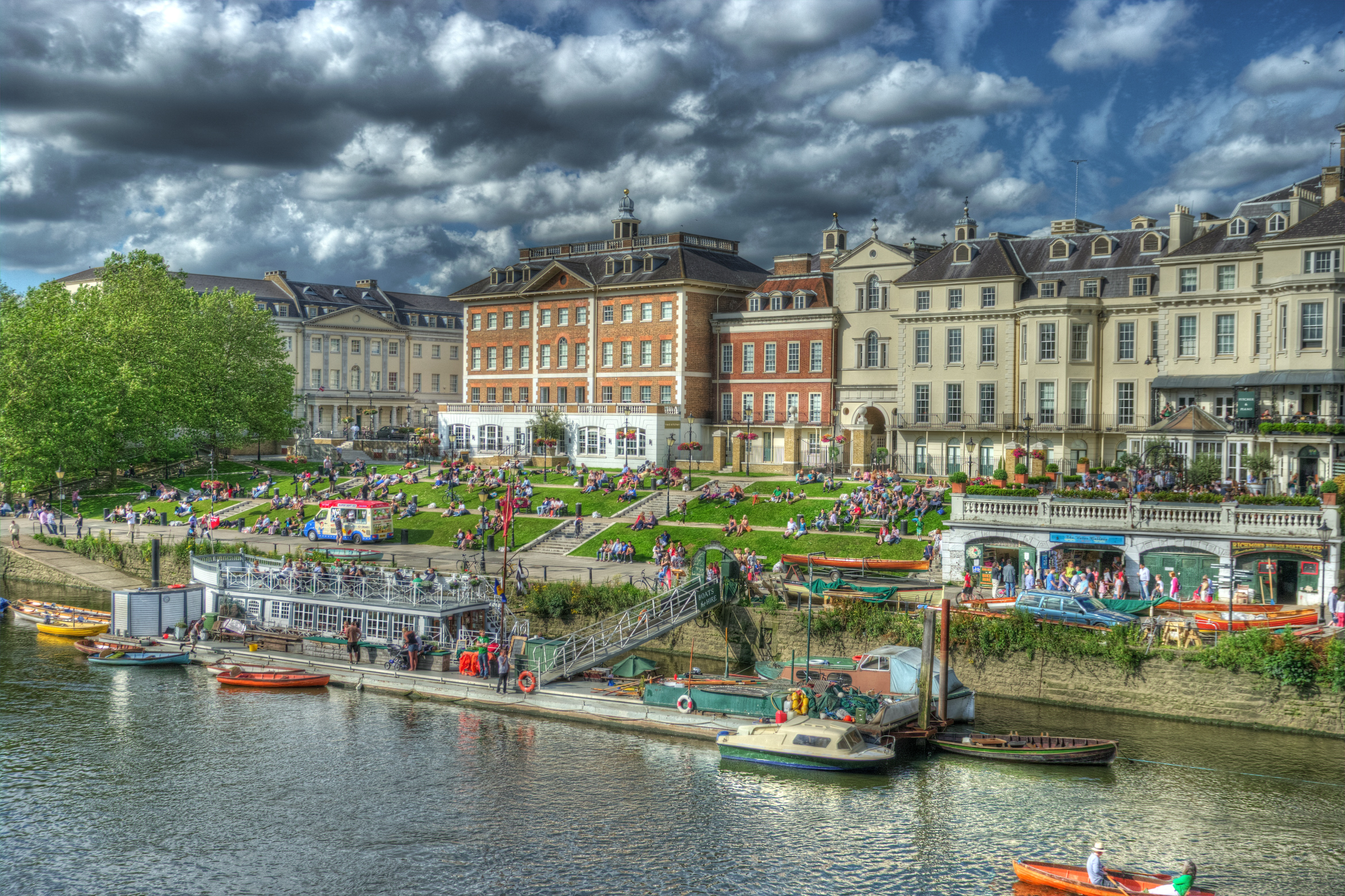
Richmond Riverside, Londen, Engeland, 1984-1987, door Quinlan Terry.
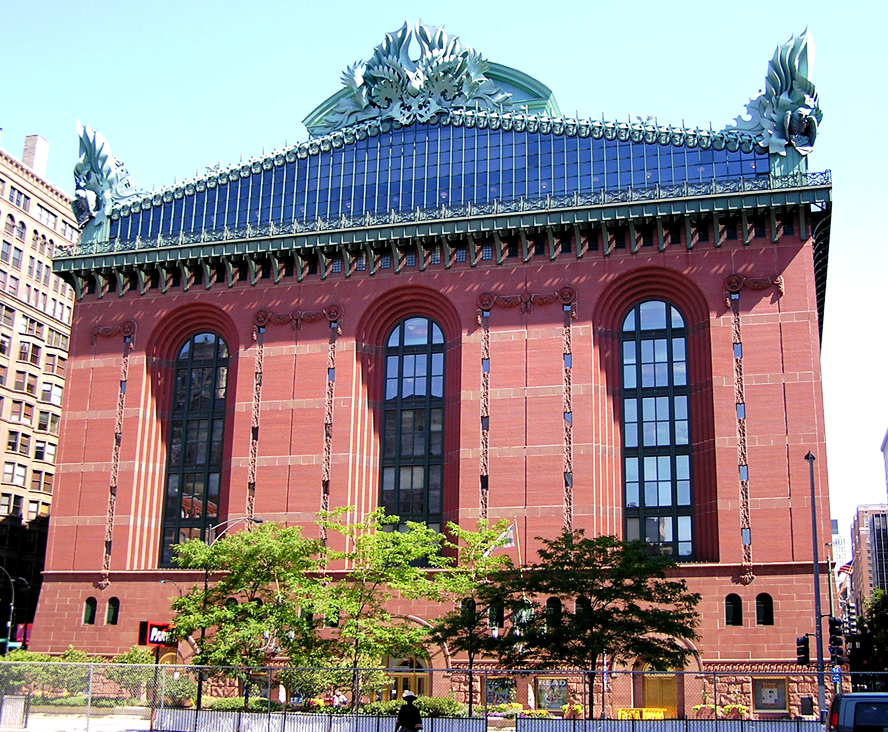
Harold Washington Library in Chicago, Illinois, VS, 1991, door HBRA Architects.
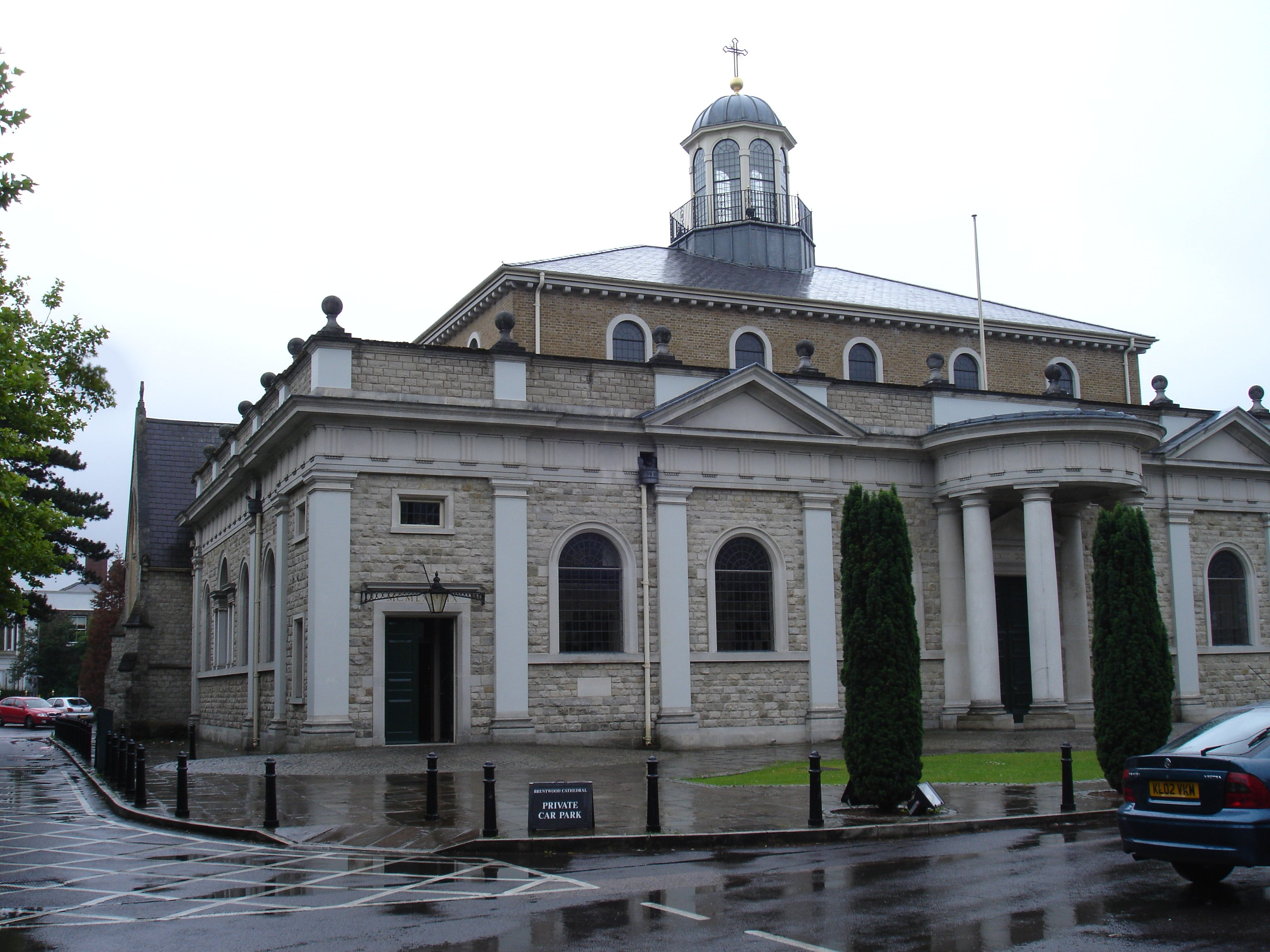
Kathedraal van Brentwood, Brentwood, Engeland, 1991, door Quinlan Terry.
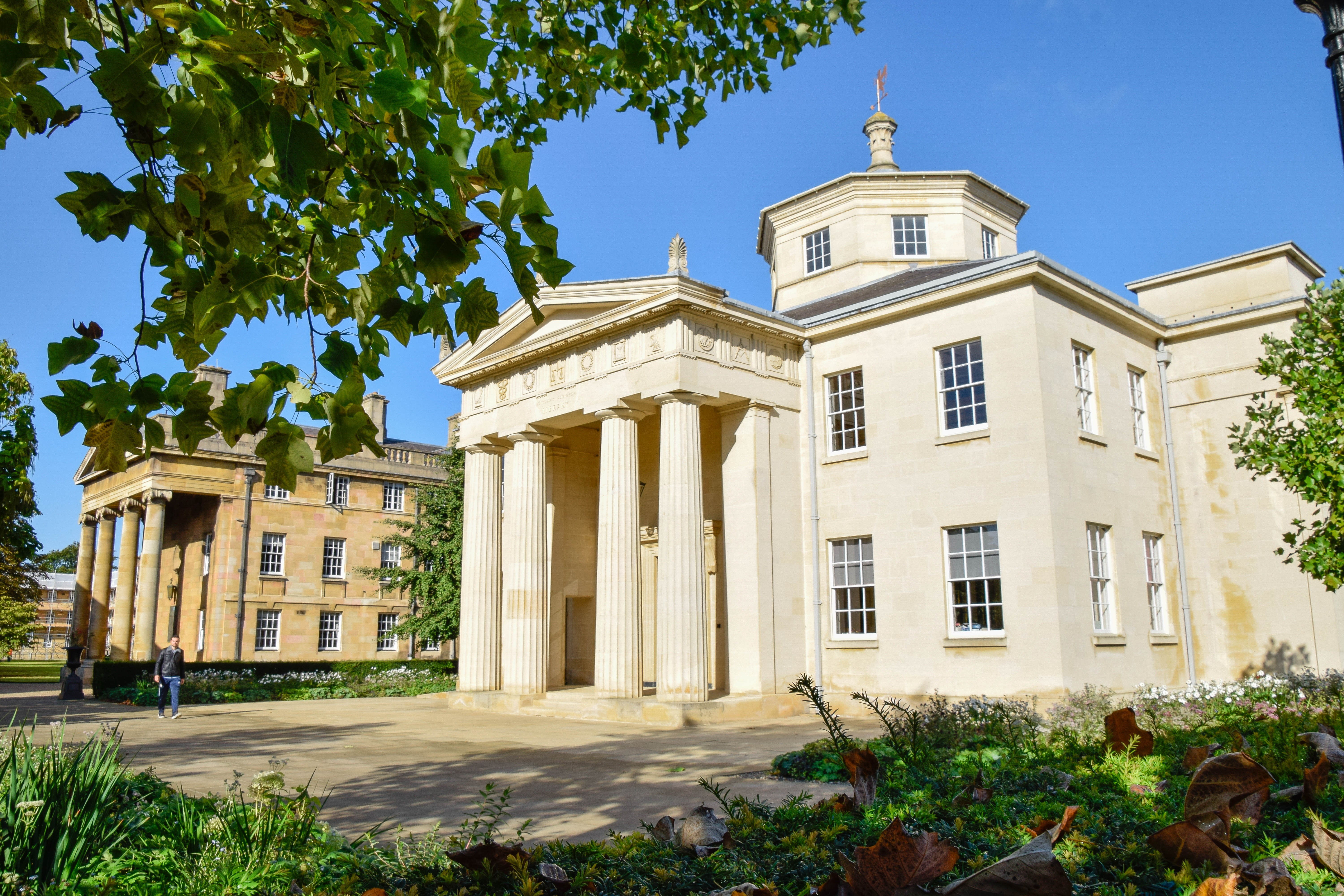
Maitland Robinson Library, Cambridge, Engeland, 1992, door Quinlan Terry.
Poundbury, Engeland, 1993, door Léon Krier.
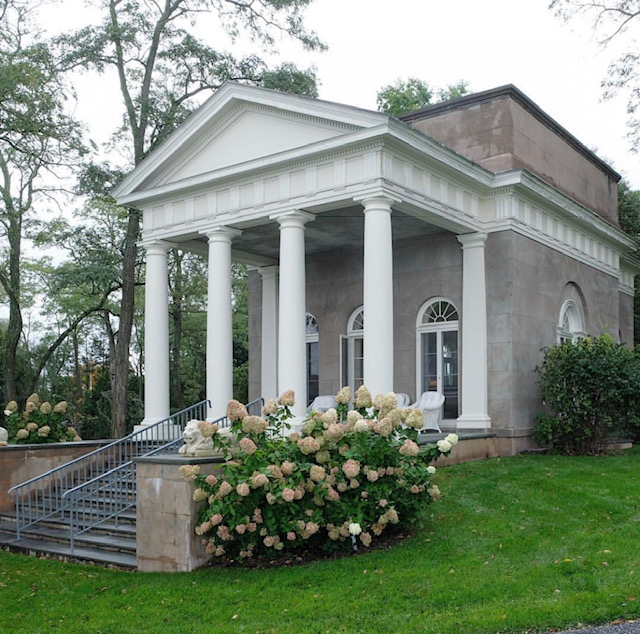
Tuinpaviljoen in Edgewater, 1997, door Michael Dwyer.
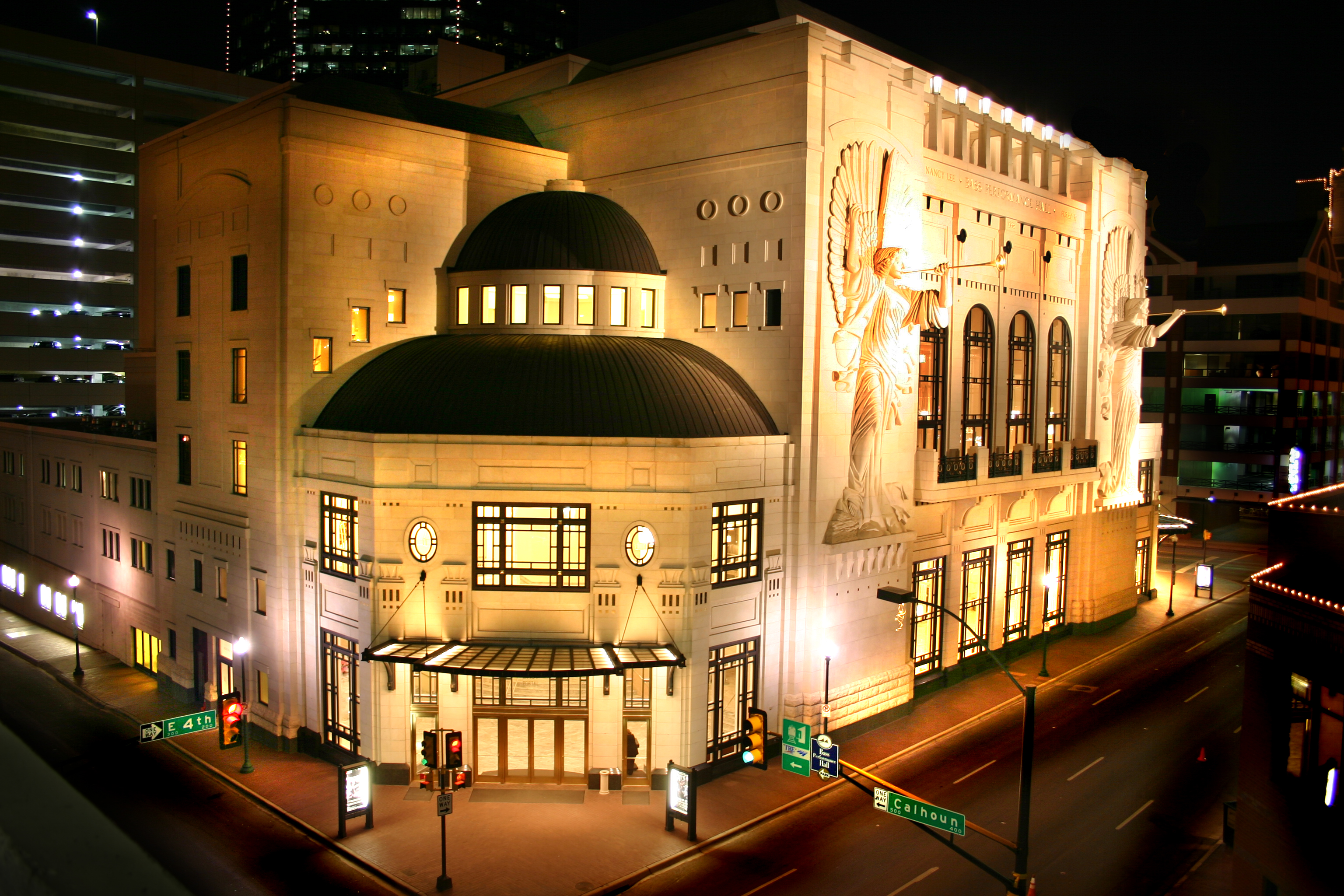
Nancy Lee en Perry R. Bass Performance Hall, Fort Worth, Texas, VS, 1998, door David M. Schwarz.
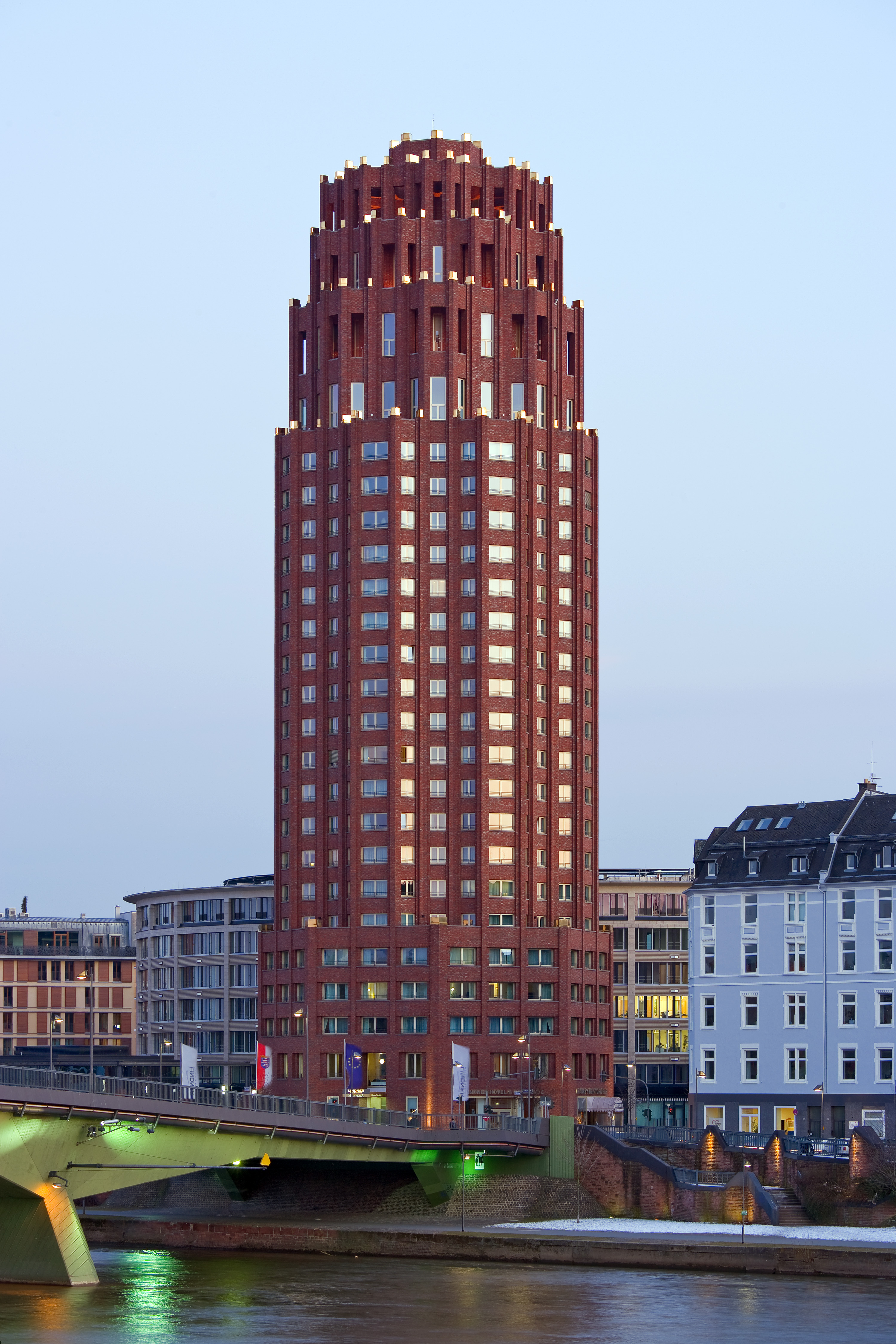
Main Plaza, Frankfurt, Duitsland, 2001, door Hans Kollhoff.
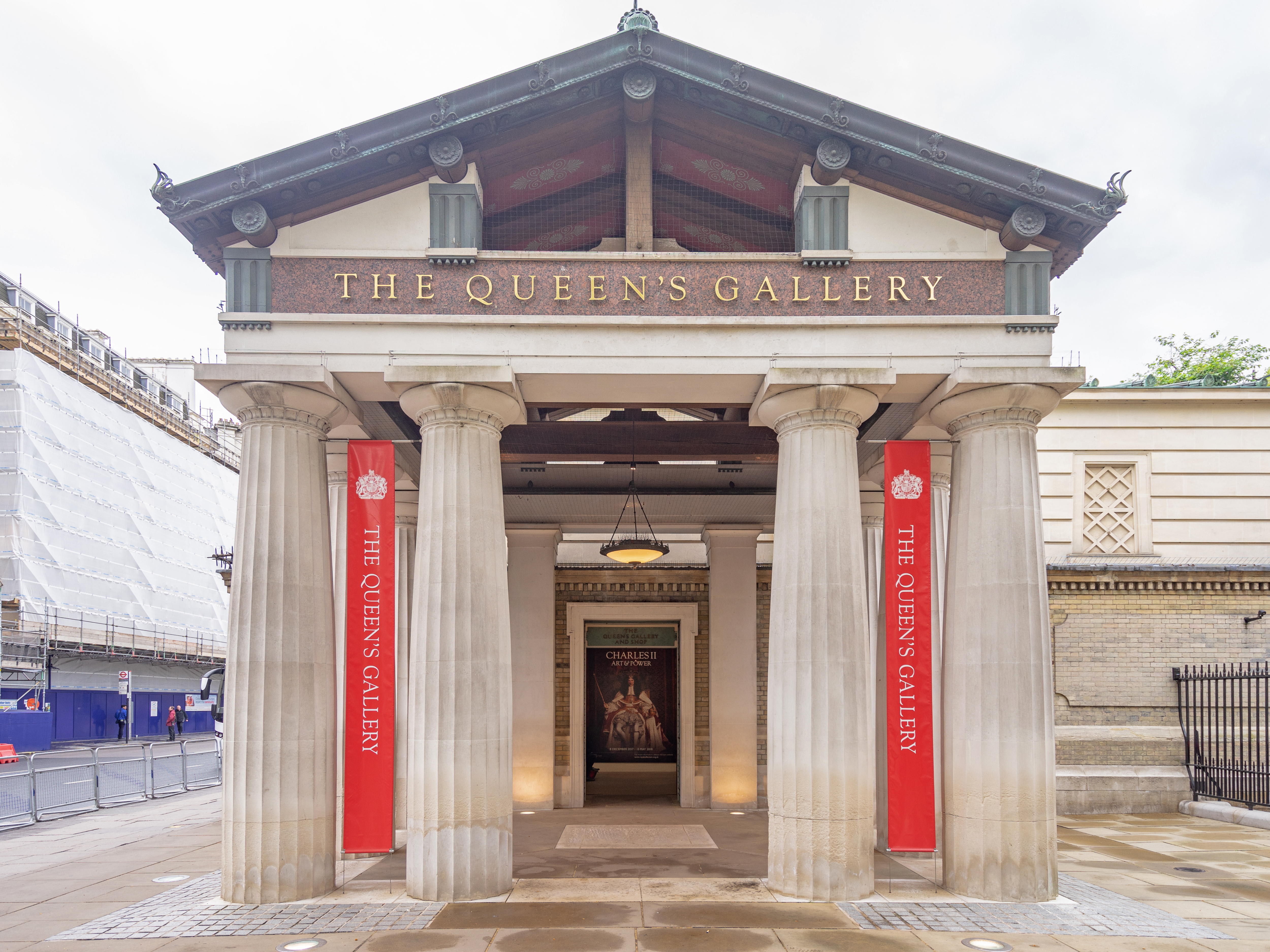
Queen's Gallery, Londen, Engeland, 2002, door John Simpson.
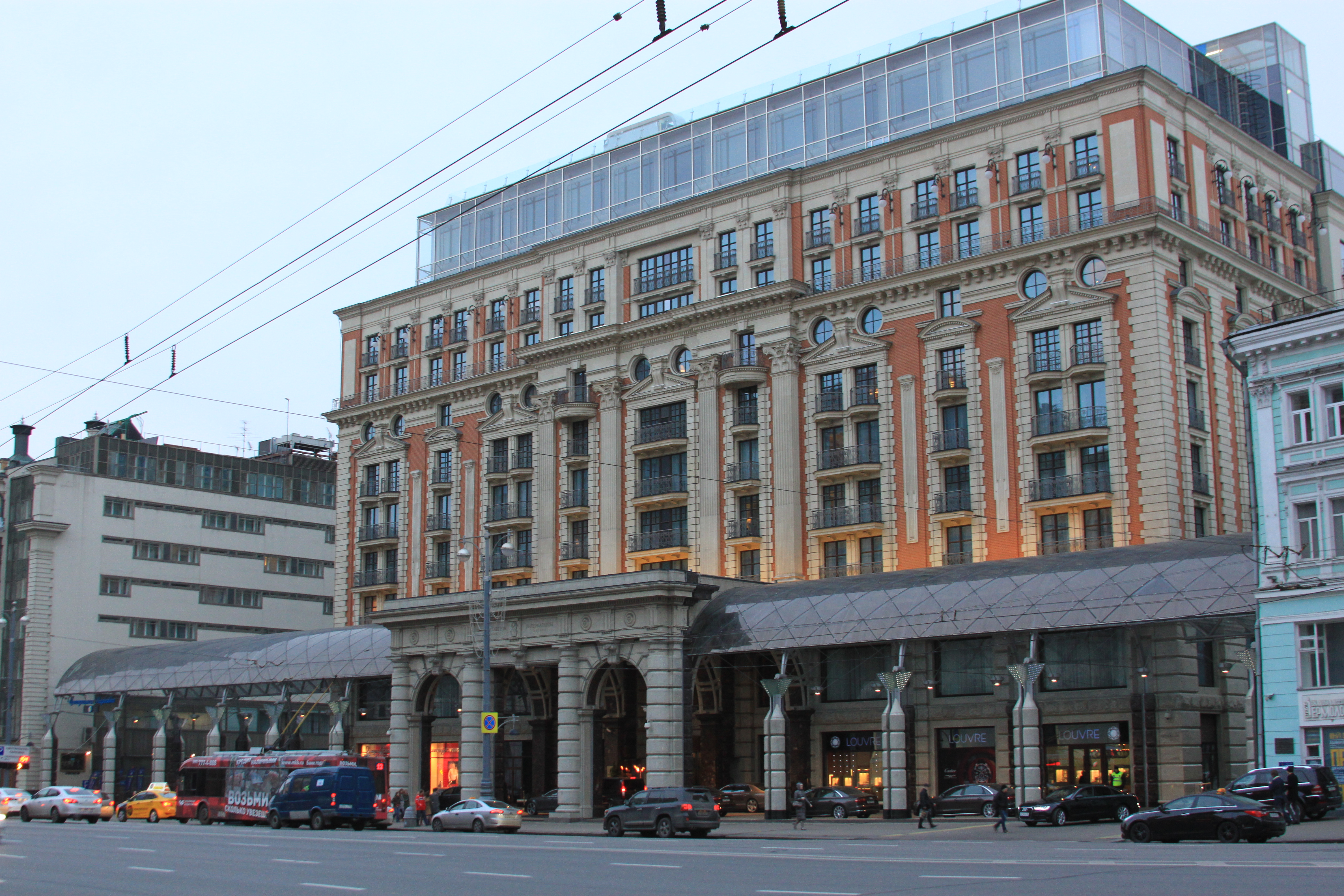
Ritz-Carlton Hotel, Moskou, Rusland, 2007, door Meerson Architects.
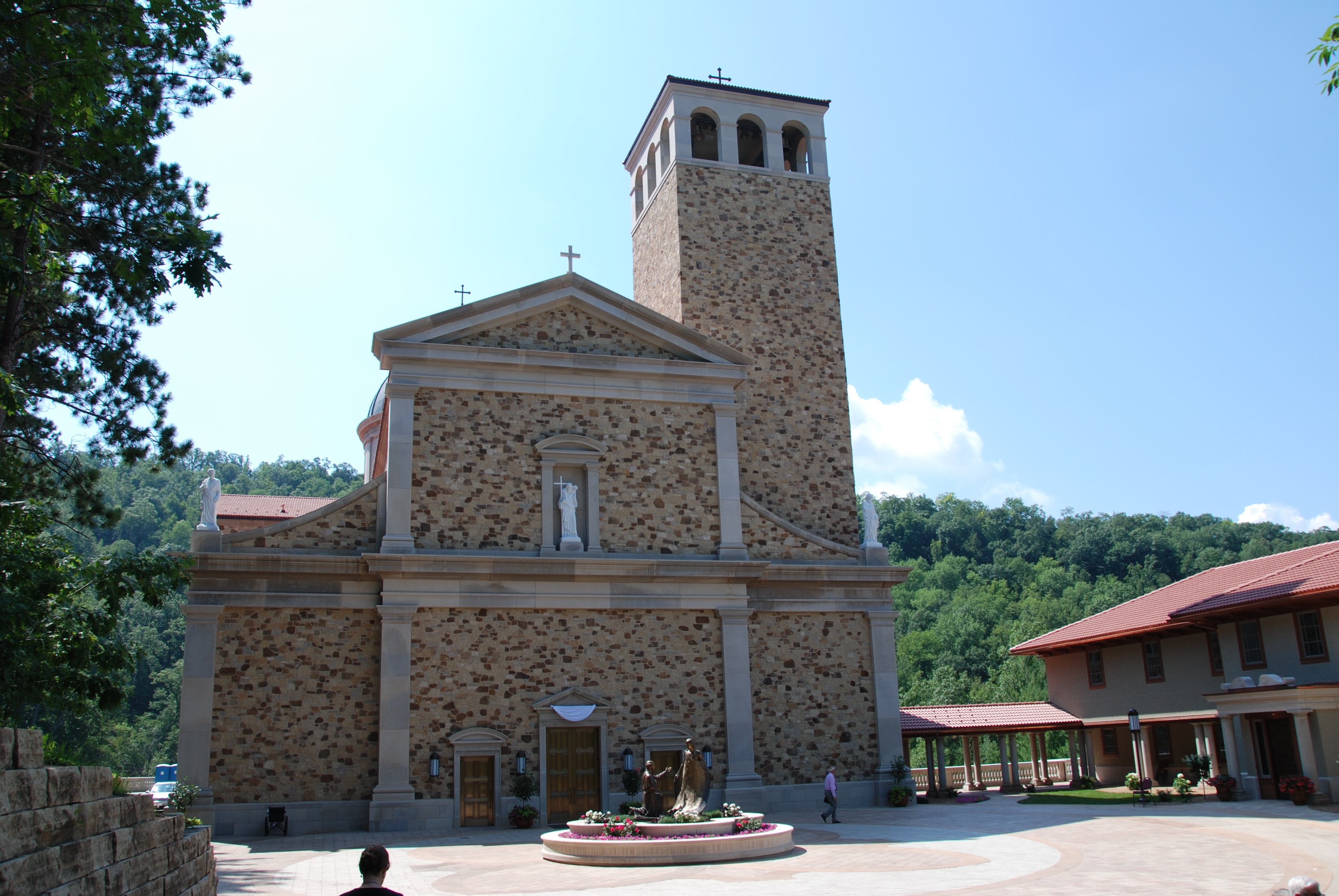
Heiligdom van Onze-Lieve-Vrouw van Guadalupe, La Crosse, Wisconsin, VS, 2004–2008, door Duncan G. Stroik.
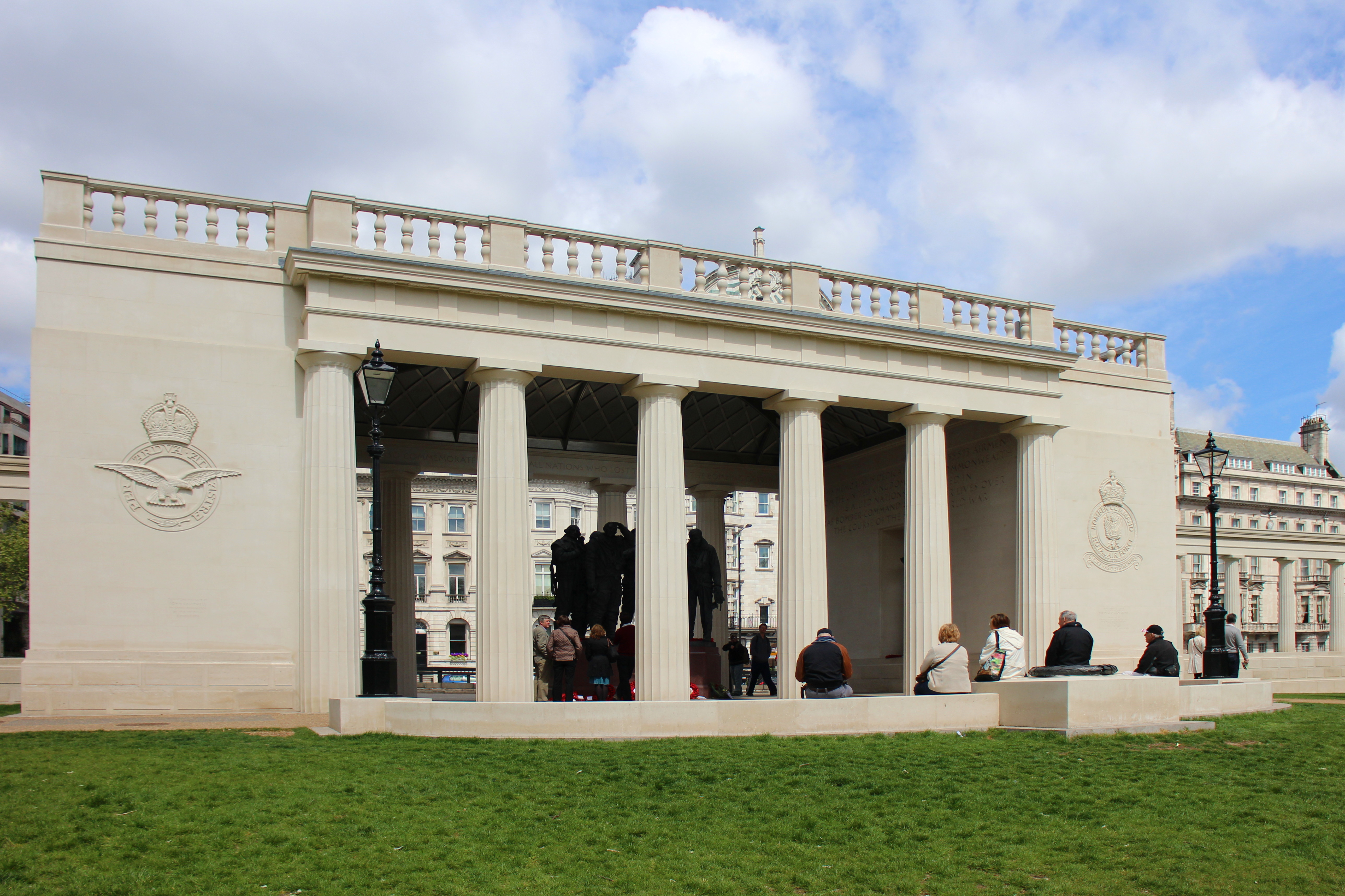
Royal Air Force Bomber Command Memorial, Londen, Engeland, 2012, door Liam O'Connor.
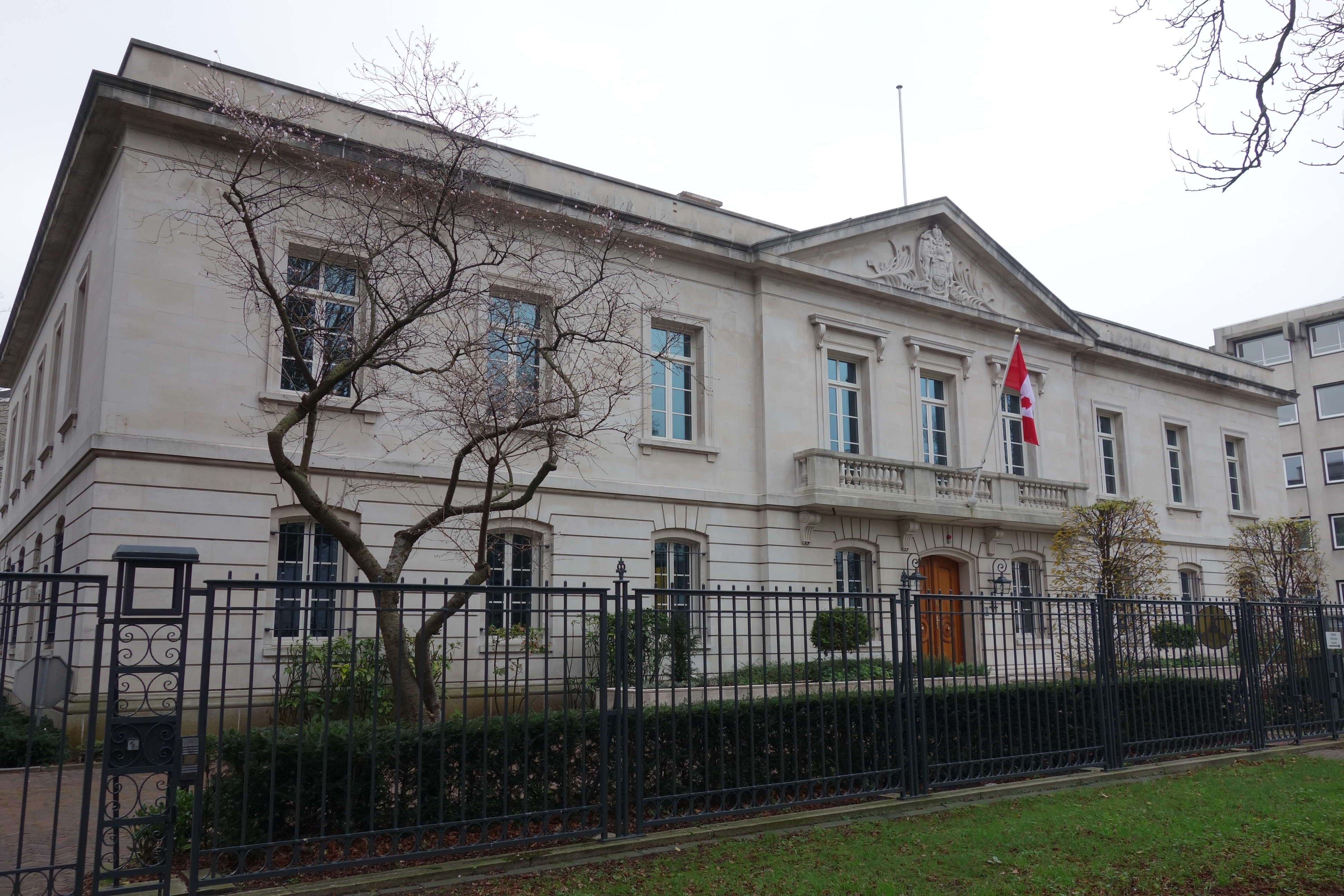
Ambassade van Canada in Den Haag.